# Jean-Joseph-Marie-Eugène de Jerphanion
Jean Joseph Marie Eugène de Jerphanion, né le 8 mars 1796 au Puy-en-Velay (Haute-Loire), mort le 20 novembre 1864 à Albi (Tarn), est un évêque catholique français, évêque de Saint-Dié de  1835 à  1843 puis archevêque d'Albi de  1843 à  1864.

## Biographie

### Jeunesse
Né de Gabriel-Joseph de Jerphanion, préfet de l'Empire qui tire ses origines familiales dans la région lyonnaise, Jean-Joseph-Marie-Eugène de Jerphanion effectue des études à Mende et se destine à l'administration en devenant secrétaire du préfet du Cher. Il change alors d'orientation, et entre au séminaire de Saint-Sulpice.

### Prêtre
Jean Joseph de Jerphanion est ordonné prêtre le 1er juin 1822 pour le diocèse de Bourges. Il est nommé curé puis vicaire général du diocèse en  1823.

### Évêque de Saint-Dié
Nommé évêque de Saint-Dié le 22 mai 1835, Jerphanion reçoit l'investiture canonique du pape Grégoire XVI le 24 juillet de la même année. Il est sacré évêque le 6 septembre à Lyon  par Jean-Gaston de Pins.
Il s'attache à restaurer le pèlerinage au tombeau de saint Pierre Fourier à Mattaincourt et y installe une communauté de chanoinesses de Saint-Augustin de la congrégation Notre-Dame fondées par le « Bon Père » Fourier. En 1838, il accueille les frères marianistes qui rétablissent leur école à Saint-Dié et en 1841, il accueille dans son diocèse une communauté de cisterciennes trappistines à Ubexy, venues du diocèse de Laval. Enfin, soucieux de l'éducation des plus pauvres, et notamment des jeunes ouvriers de plus en plus nombreux dans les vallées vosgiennes, il demande aux sœurs de Jésus-Marie de Lyon de fonder une école à Remiremont.

### Archevêque d'Albi
Par décret du 2 juillet 1842, Jerphanion est nommé archevêque d'Albi, il reçoit l'investiture canonique du Saint-Siège le 27 janvier 1843. Il gouverne son diocèse durant vingt-deux années en menant une ambitieuse restauration. En 1858, il décide notamment la construction d’une nouvelle église de Notre-Dame de la Drêche. Ces travaux sont très importants et Eugène reste très attaché à ce sanctuaire. Au-dessus du porche principal, le frontispice est orné du blason de Jerphanion, constitué des armes familiales surmontées de la mitre épiscopale. C’est dans ce sanctuaire qu’il souhaite être inhumé et l’on peut voir dans le chœur sa pierre tombale. Patricien romain, il est nommé préfet assistant au trône pontifical en sa qualité de plus ancien archevêque de France non cardinal.
Il décède le 20 novembre 1864 en son palais archi-épiscopal d'Albi, laissant le souvenir de son action forte dans le diocèse et de ses générosités en faveur des œuvres charitables et d’éducation et des œuvres de piété. Le plus bel hommage est probablement rendu par l’abbé Hippolyte Salabert qui écrit que Jerphanion, après avoir été « le modèle du séminariste de Saint-Sulpice », a été toute sa vie durant « le modèle des prêtres et des évêques ».

## Distinctions
- Officier de la Légion d'honneur (13 aout 1861)[1]